# 喜多誠一

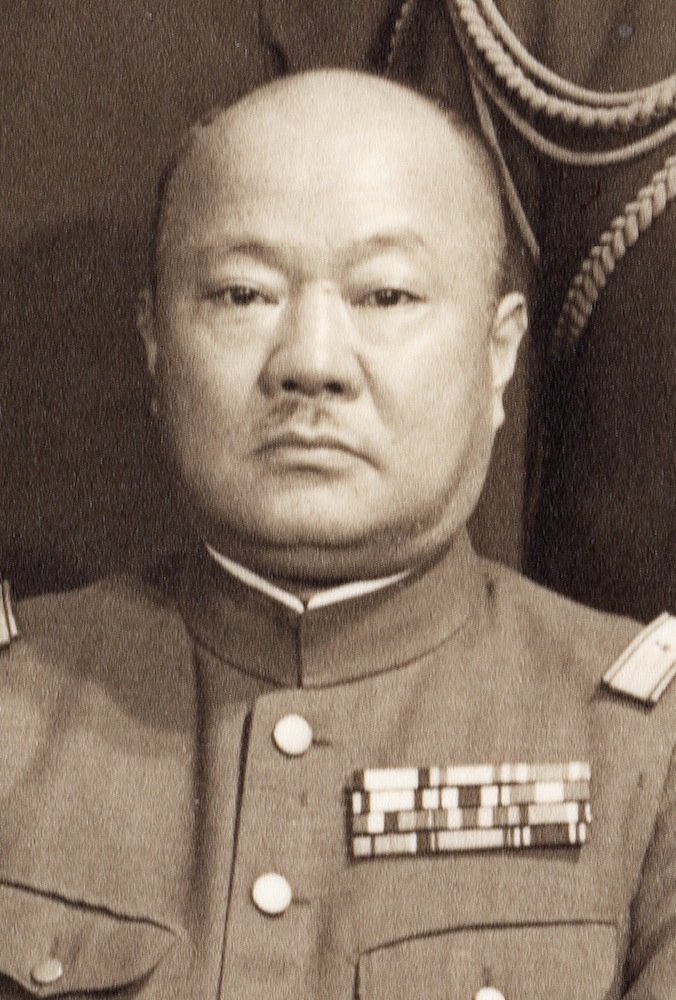
喜多誠一

喜多誠一（日语：喜多 誠一/きた せいいち，1886年12月20日—1947年8月7日），為昭和時代的日本陸軍軍人。階級功勛為陸軍大將從三位勳一等功四級。

## 經歴
滋賀縣出身，兵科為步兵，日本陸軍士官學校19期、日本陸軍大學校31期。
1937年淞滬會戰發生時在中國身為觀察員，與蔣介石總統就事件擴大回避方面作交渉不過終告失敗。其後就任師團長與軍司令官等之職，終戰時為第1方面軍司令官，其司令部設於滿州國敦化地區。
戰後成為西伯利亞滯留者，1947年8月7日去世於俄羅斯西伯利亞哈巴羅夫斯克近郊赫魯野戰醫院。享年62歲。